# David Alois Schmid
David Alois Schmid (auch David-Alois Schmid; * 9. Februar 1791 in Schwyz; † 2. April 1861 ebenda) war ein Schweizer Maler, Zeichner und Graphiker, vornehmlich von Kostümbildern und Veduten.

## Leben und Werk
Die technischen Grundkenntnisse für seine Tätigkeit als Maler und Zeichner erwarb Schmid in Luzern, später in der Malerkolonie von Johann Heinrich Bleuler in Feuerthalen. Später war er in Zürich als Kolorierer von Trachten- und Kostümbildern für Kunsthandlungen tätig. Wesentlich bekannter sind seine Veduten, die Landschaften der Zentral- und Ostschweiz abbilden. Neben Zeichnungen fertigte Schmid auch Aquarelle an, wobei ein Grossteil seiner Werke nur dank der Verarbeitung zu Kupferstichen durch zeitgenössische Künstler erhalten blieb. Wie seine ebenfalls künstlerisch tätigen Brüder Franz Schmid (1796–1851) und Martin Schmid (1786–1842) verkaufte er zahlreiche Gouachen und Zeichnungen an wohlhabende Touristen. Für seine begehrten Panorama-Landschaften wählte Schmid besonders malerische Standorte und verschuf seinen Veduten durch das Einfügen ländlicher Staffage ein arkadisches Ansehen. Bekannt sind seine wesentlich dramatischeren Darstellungen des Bergsturzes von Goldau.

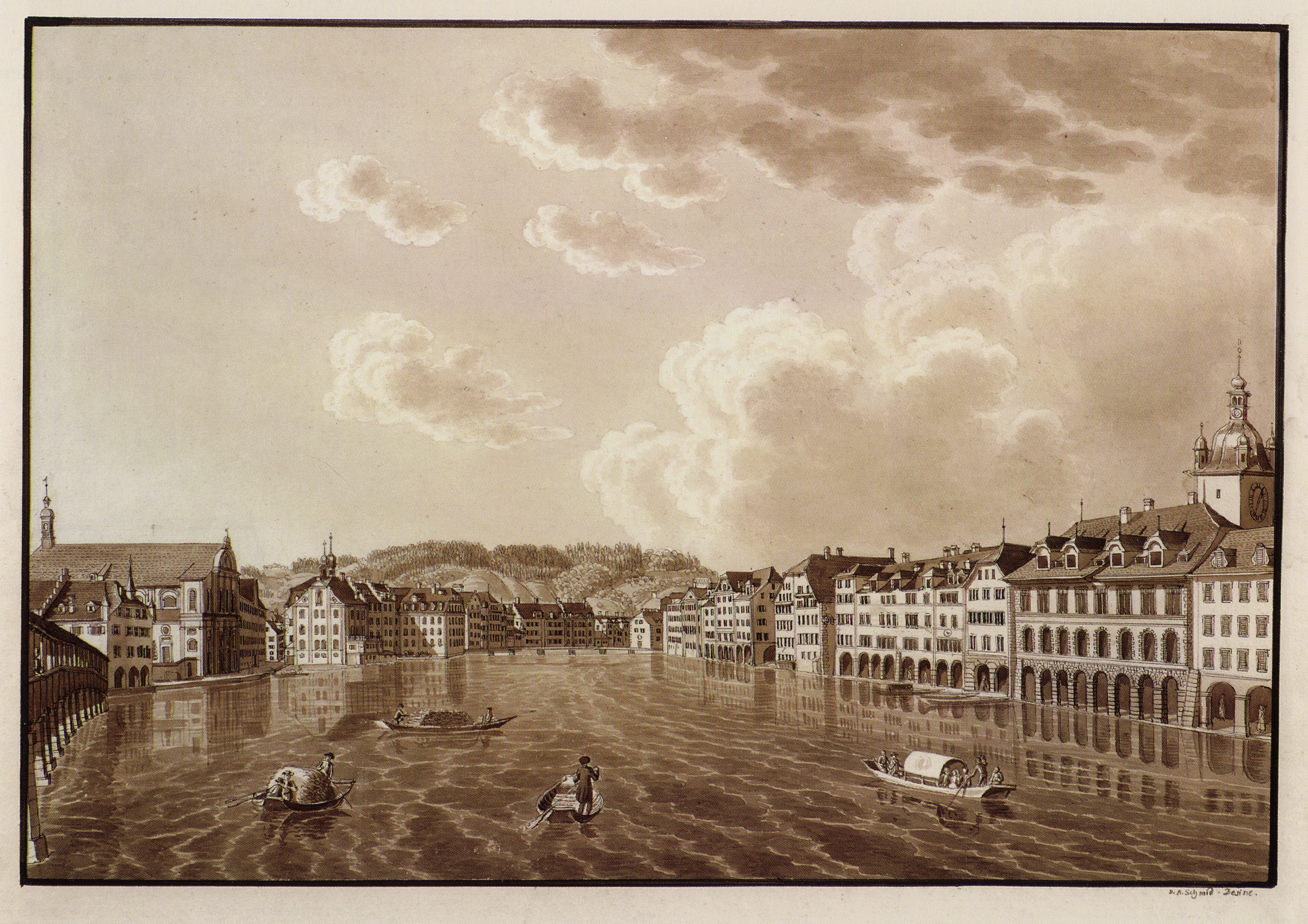
Reuss in Luzern
Solothurner Trachtenpaar
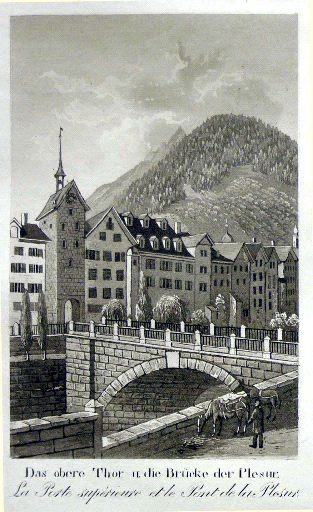
Chur, Obertor
Neuenburg